# Northrop Grumman Firebird
Northrop Grumman Firebird – amerykański, prototypowy samolot rozpoznawczy, będący przedstawicielem nowego typu maszyn, tzw. Optionally Piloted Vehicle (OPV) - hybrydowych samolotów mogących działać jako bezzałogowy aparat latający lub być maszyną pilotowaną przez załogę znajdującą się na jej pokładzie. 

## Historia
Pomysł budowy lekkiego samolotu zwiadowczego narodził się w wytwórni Northrop Grumman na początku 2009 roku. Do projektu zaangażowana została znana z budowy nieszablonowych samolotów, należąca do Northropa firma Scaled Composites oraz jej założyciel, będący już na emeryturze konstruktor Burt Rutan. Efektem pracy Rutana i zaangażowanego zespołu inżynierów był ujawniony 9 maja 2011 roku prototyp samolotu Firebird. Jego podstawowym zadaniem będą działania rozpoznawcze. Maszyna jest również zdolna do przenoszenia 560 kg uzbrojenia podwieszanego na dwóch zewnętrznych węzłach. Jednak z uwagi na swoją delikatną konstrukcję, nie może być traktowana jako samolot uderzeniowy. Jej podstawowym zadaniem jest rozpoznanie i zwiad. Umożliwić to mają cztery węzły podkadłubowe, które mogą zostać wykorzystane do przenoszenia czterech różnych zespołów sensorów, wykorzystujących różne źródła informacji, radar, kamera TV, podczerwień, noktowizja. Maszyna została zaprojektowana jako samolot bezzałogowy, mogący utrzymywać się w powietrzu nawet do 40 godzin lub maszyna sterowana przez dwuosobową załogę. W lutym 2011 roku samolot wzbił się do swojego dziewiczego lotu.

## Konstrukcja
Firebird jest kompozytowym, wolnonośnym górnopłatem w układzie dwubelkowym, napędzanym pojedynczym silnikiem tłokowym Lycoming TO-540 napędzającym śmigło pchające, umieszczone na końcu kadłuba. Podwozie trójpodporowe z przednim podparciem, chowane. Przednia goleń do wnęki w kadłubie, golenie boczne do wnęk w belkach.